# Anteojeras

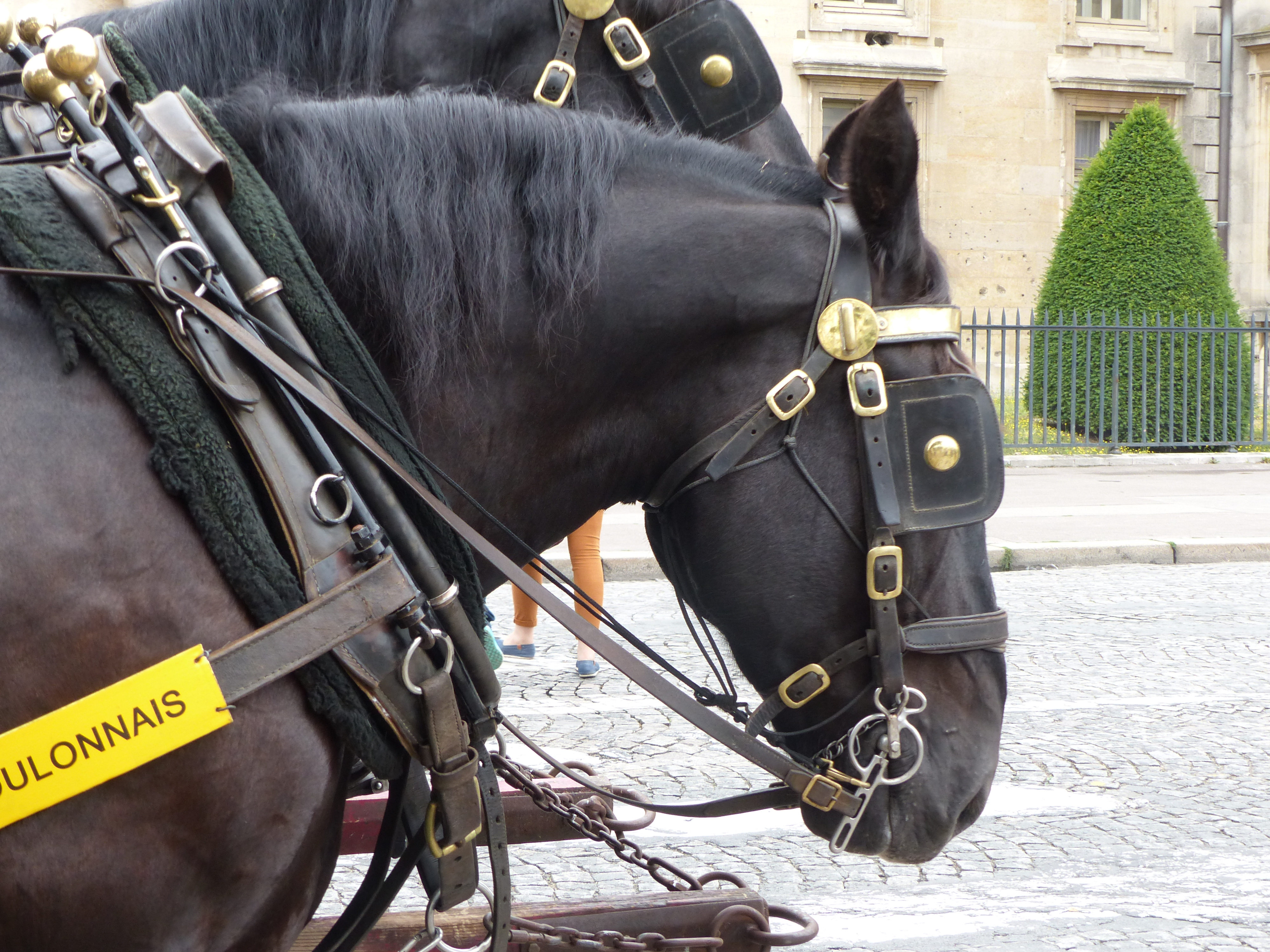
Caballo con anteojeras

Las anteojeras o viseras son piezas que se colocan sobre los ojos de los caballos de tiro de modo que sólo vean el camino frente a ellos, para evitar que se asusten o distraigan por su visión periférica.